# George Adam Scott
Pour les articles homonymes, voir Scott.
George Adam Scott (11 décembre 1874 - 1963) est un homme politique provincial canadien de la Saskatchewan. Il représente la circonscription d'Arm River à titre de député du Parti libéral de la Saskatchewan de 1905 à 1928.

## Biographie
Né entre Portage la Prairie et Winnipeg au Manitoba,, Scott est le fils de John et Jane (Bell) Scott et est le cinquième d'une famille de huit enfants. Son père est un membre actif du parti libéral du Canada, mais ne parvient jamais à obtenir une fonction élective. Son cousin, Thomas Walter Scott, sert comme premier premier ministre de la Saskatchewan.
Après avoir complété ses études secondaires à Springfield au Manitoba, il fréquente ensuite la Collegiate Institute à Hartney et ensuite à Brandon. Devenant enseignant après avoir étudié à l'école normale de Winnipeg, il enseigne durant sept ans et trois ans à titre de directeur de l'école publique de Wawanesa. Après s'être installé à Regina, il travaille pour la Western Farm & Hail Insurance Company. Il s'installe ensuite sur une ferme à Davidson.

## Carrière politique
Élu dans la nouvelle circonscription d'Arm River en 1908, il est réélu en 1912, 1917, 1921 et en 1925, siégeant plus de 20 ans à l'Assemblée législative de la Saskatchewan. De 1919 à 1925, il œuvre à titre de président de l'Assemblée législative. Il démissionne en 1928 pour accepter la nomination à un poste d'inspecteur des impôts à Regina.
Retraité de la politique, il travaille durant 15 ans à Regina. Il s'installe ensuite en Alberta, à Bassino, Lethbridge et Calgary en 1958.
Il épouse Elta Mary Elliott, il s'implique en tant que franc-maçon et premier maître de la Davidson Lodge en plus que d'être un joueur de curling ayant gagné plusieurs tournois. Il finit ses jours à Calgary.